# Gibasis venustula
Gibasis venustula är en himmelsblomsväxtart som först beskrevs av Carl Sigismund Kunth, och fick sitt nu gällande namn av David Richard Hunt. Gibasis venustula ingår i släktet Gibasis och familjen himmelsblomsväxter.

## Underarter
Arten delas in i följande underarter:
- G. v. peninsulae
- G. v. robusta
- G. v. venustula